# Regeringen Frederiksen II
Regeringen Frederiksen II är Danmarks nuvarande regering, och leds av statsminister Mette Frederiksen. Det är en koalitionsregering bestående av Socialdemokratiet, Venstre och Moderaterne (därför, baserat på partiernas initialer, även kallad SVM-regeringen). Regeringen tillträdde 15 december 2022 och skapades efter folketingsvalet 2022, där de tre ingående partierna blev de tre största.
För första gången sedan 1979 sitter Socialdemokratiet och Venstre, som ofta räknats som politiska "fiender", i samma regering. Det tredje partiet, Moderaterne, bildades av den tidigare Venstre-ledaren Lars Løkke Rasmussen inför folketingsvalet 2022 just med målet att åstadkomma en blocköverskridande regering.
Regeringen har sedan dess tillträde formellt varit i minoritet, men behövde vid sitt tillträde bara ett mandat ytterligare stöd för att få majoritet för sina politiska förslag i Folketinget.  Regeringspartierna tappade därefter under sin första mandatperiod ett antal parlamentariska ledamöter. Regeringen har därutöver parlamentariskt stöd från tre partier i Färöarna respektive Grönland.
Radikale Venstre har meddelat att de varken identifierar sig som stödparti eller opposition.

## Ministären
Sedan augusti 2024 ingår totalt 25 ministrar i regeringen, varav elva från Socialdemokratiet, åtta från Venstre och sex från Moderaterne. Detta är fler ministrar än någon gång tidigare i dansk politisk historia.
| Ämbete                                                                   | Minister | Minister                   | Tillträdde       | Avgick                      | Parti             |
| ------------------------------------------------------------------------ | -------- | -------------------------- | ---------------- | --------------------------- | ----------------- |
| Statsminister                                                            |          | Mette Frederiksen          | 15 december 2022 | innehar fortfarande ämbetet | Socialdemokratiet |
| Vice statsminister (inte separat ministerpost)                           |          | Jakob Ellemann-Jensen      | 15 december 2022 | 6 februari 2023             | Venstre           |
| Vice statsminister (inte separat ministerpost)                           |          | Troels Lund Poulsen        | 6 februari 2023  | 1 augusti 2023              | Venstre           |
| Vice statsminister (inte separat ministerpost)                           |          | Jakob Ellemann-Jensen      | 1 augusti 2023   | 23 oktober 2023             | Venstre           |
| Vice statsminister (inte separat ministerpost)                           |          | Troels Lund Poulsen        | 23 oktober 2023  | innehar fortfarande ämbetet | Venstre           |
| Försvarsminister                                                         |          | Jakob Ellemann-Jensen      | 15 december 2022 | 6 februari 2023             | Venstre           |
| Försvarsminister                                                         |          | Troels Lund Poulsen        | 6 februari 2023  | 1 augusti 2023              | Venstre           |
| Försvarsminister                                                         |          | Jakob Ellemann-Jensen      | 1 augusti 2023   | 22 augusti 2023             | Venstre           |
| Försvarsminister                                                         |          | Troels Lund Poulsen        | 22 augusti 2023  | innehar fortfarande ämbetet | Venstre           |
| Utrikesminister                                                          |          | Lars Løkke Rasmussen       | 15 december 2022 | innehar fortfarande ämbetet | Moderaterne       |
| Finansminister                                                           |          | Nicolai Wammen             | 15 december 2022 | innehar fortfarande ämbetet | Socialdemokratiet |
| Ekonomiminister                                                          |          | Troels Lund Poulsen        | 15 december 2022 | 9 mars 2023                 | Venstre           |
| Ekonomiminister                                                          |          | Stephanie Lose             | 9 mars 2023      | 1 augusti 2023              | Venstre           |
| Ekonomiminister                                                          |          | Troels Lund Poulsen        | 1 augusti 2023   | 22 augusti 2023             | Venstre           |
| Ekonomiminister                                                          |          | Jakob Ellemann-Jensen      | 22 augusti 2023  | 23 oktober 2023             | Venstre           |
| Ekonomiminister                                                          |          | Troels Lund Poulsen        | 23 oktober 2023  | 23 november 2023            | Venstre           |
| Ekonomiminister                                                          |          | Stephanie Lose             | 23 november 2023 | innehar fortfarande ämbetet | Venstre           |
| Inrikes- och hälsominister                                               |          | Sophie Løhde               | 15 december 2022 | innehar fortfarande ämbetet | Venstre           |
| Justitieminister                                                         |          | Peter Hummelgaard          | 15 december 2022 | innehar fortfarande ämbetet | Socialdemokratiet |
| Kulturminister                                                           |          | Jakob Engel-Schmidt        | 15 december 2022 | innehar fortfarande ämbetet | Moderaterne       |
| Näringsminister                                                          |          | Morten Bødskov             | 15 december 2022 | innehar fortfarande ämbetet | Socialdemokratiet |
| Minister för utvecklingssamarbete och global klimatpolitik               |          | Dan Jørgensen              | 15 december 2022 | 29 augusti 2024             | Socialdemokratiet |
| Miljöminister Från 29 augusti 2024 också jämställdhetsminister           |          | Magnus Heunicke            | 15 december 2022 | innehar fortfarande ämbetet | Socialdemokratiet |
| Arbetsmarknadsminister                                                   |          | Ane Halsboe-Jørgensen      | 15 december 2022 | innehar fortfarande ämbetet | Socialdemokratiet |
| Barn- och utbildningsminister                                            |          | Mattias Tesfaye            | 15 december 2022 | innehar fortfarande ämbetet | Socialdemokratiet |
| Minister för invandring och integration                                  |          | Kaare Dybvad Bek           | 15 december 2022 | innehar fortfarande ämbetet | Socialdemokratiet |
| Skatteminister                                                           |          | Jeppe Bruus Christensen    | 15 december 2022 | 29 augusti 2024             | Socialdemokratiet |
| Skatteminister                                                           |          | Rasmus Stoklund            | 29 augusti 2024  | innehar fortfarande ämbetet | Socialdemokratiet |
| Livsmedels-, jordbruks- samt fiskeminister                               |          | Jacob Jensen               | 15 december 2022 | innehar fortfarande ämbetet | Venstre           |
| Kyrkominister, landsbygdsminister och minister för nordiskt samarbete    |          | Louise Schack Elholm       | 15 december 2022 | 23 november 2023            | Venstre           |
| Kyrkominister, landsbygdsminister och minister för nordiskt samarbete    |          | Morten Dahlin              | 23 november 2023 | innehar fortfarande ämbetet | Venstre           |
| Transportminister                                                        |          | Thomas Danielsen           | 15 december 2022 | innehar fortfarande ämbetet | Venstre           |
| Minister för forskning och högre utbildning                              |          | Christina Egelund          | 15 december 2022 | innehar fortfarande ämbetet | Moderaterne       |
| Social- och bostadsminister                                              |          | Pernille Rosenkrantz-Theil | 15 december 2022 | 29 augusti 2024             | Socialdemokratiet |
| Social- och bostadsminister                                              |          | Sophie Hæstorp Andersen    | 29 augusti 2024  | innehar fortfarande ämbetet | Socialdemokratiet |
| Digitaliseringsminister Till 29 augusti 2024 också jämställdhetsminister |          | Marie Bjerre               | 15 december 2022 | 23 november 2023            | Venstre           |
| Digitaliseringsminister Till 29 augusti 2024 också jämställdhetsminister |          | Mia Wagner                 | 23 november 2023 | 7 december 2023             | Venstre           |
| Digitaliseringsminister Till 29 augusti 2024 också jämställdhetsminister |          | Marie Bjerre               | 7 december 2023  | 29 augusti 2024             | Venstre           |
| Digitaliseringsminister Till 29 augusti 2024 också jämställdhetsminister |          | Caroline Stage Olsen       | 29 augusti 2024  | innehar fortfarande ämbetet | Moderaterne       |
| Äldreminister                                                            |          | Mette Kierkgaard           | 15 december 2022 | innehar fortfarande ämbetet | Moderaterne       |
| Minister för klimat-, energi- och försörjning                            |          | Lars Aagaard               | 15 december 2022 | innehar fortfarande ämbetet | Moderaterne       |
| Minister för ”Grøn Trepart”                                              |          | Jeppe Bruus Christensen    | 29 augusti 2024  | innehar fortfarande ämbetet | Socialdemokratiet |
| Europaminister                                                           |          | Marie Bjerre               | 29 augusti 2024  | innehar fortfarande ämbetet | Venstre           |
| Minister för samhällsskydd och beredskap                                 |          | Torsten Schack Pedersen    | 29 augusti 2024  | innehar fortfarande ämbetet | Venstre           |

## Politik
Mette Frederiksen har presenterat att regeringen skall arbeta för ett högt reformtempo kring bland annat klimat och ökad sysselsättning.